# Le Zénith

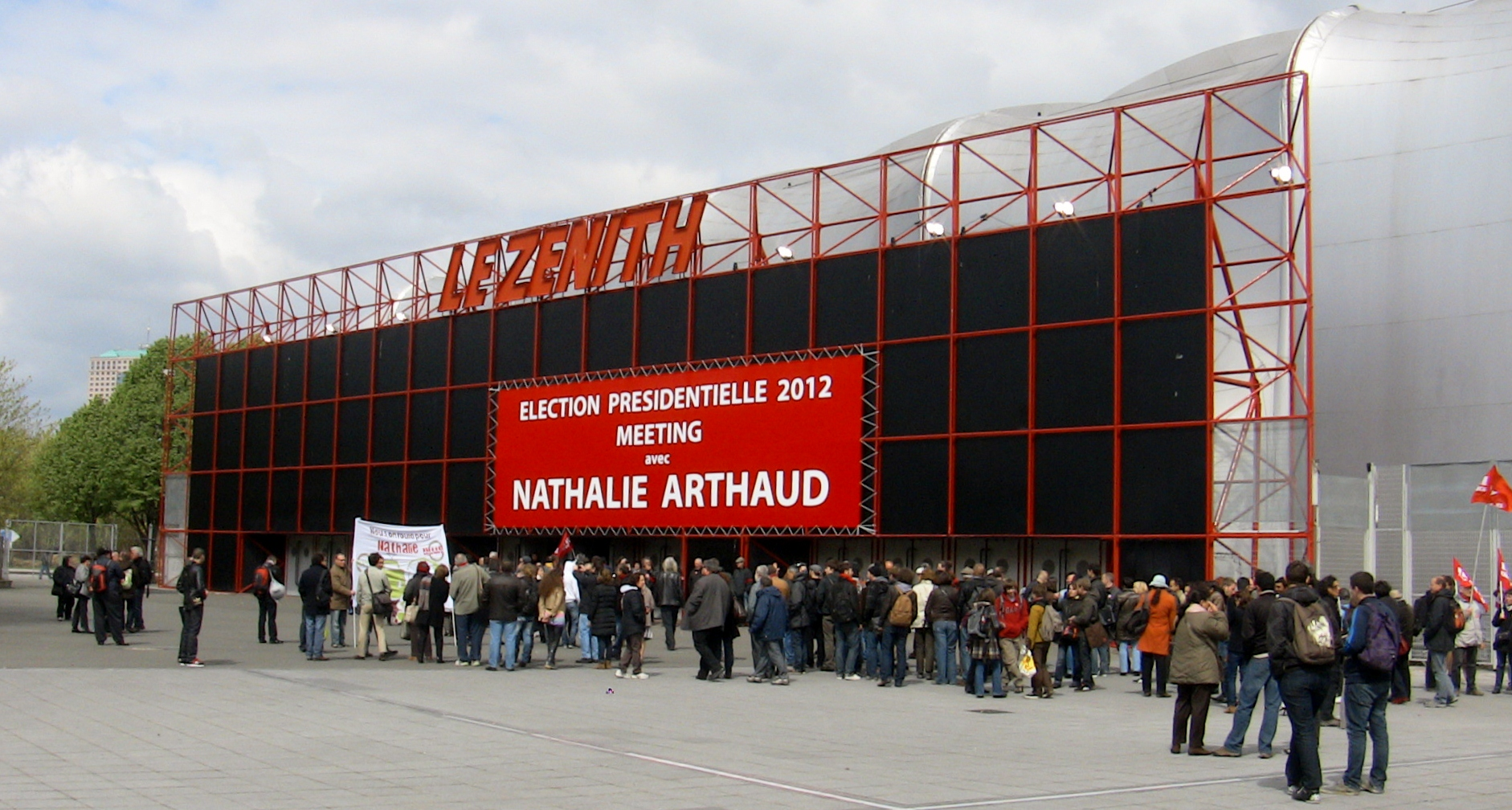
Le Zénith w Paryżu (2012)

Le Zénith – nazwa zespołu obiektów koncertowych we Francji. 13 takich miejsc położonych jest w: Caen, Clermond Ferrand, Dijon, Lille, Montpellier, Nancy, Nantes, Orleanie, Paryżu, Pau, Rouen, Toulon i Tuluzie.
Zarówno Anywhere but Home, koncertowe CD/DVD wydane przez Evanescence, jak i Hullabaloo Soundtrack angielskiego zespołu Muse zostały nagrane na Le Zènith w Paryżu. W marcu 2005 włoska śpiewaczka Laura Pausini dała dwa koncerty, z których materiał umieszczono na CD/DVD Live in Paris 05. Również rockowa supergrupa muzyczna TOTO nagrała w paryskim Zénith DVD koncertowe w ramach swojej trasy Falling in Between Live w lutym 2007 roku.